# استفانیا لاوی اوون
استفانیا لاوی اوون (انگلیسی: Stefania LaVie Owen؛ زادهٔ ۱۵ دسامبر ۱۹۹۷) یک هنرپیشه اهل ایالات متحده آمریکا است. وی از سال ۲۰۰۹ میلادی تاکنون مشغول فعالیت بوده‌است.
از فیلم‌ها یا برنامه‌های تلویزیونی که وی در آن نقش داشته است می‌توان به استخوان‌های دوست‌داشتنی، عنکبوت‌های کاغذی و کرمپوس اشاره کرد.